# マングローブヘビ
マングローブヘビ (学名: Boiga dendrophila) は、ナミヘビ科オオガシラ属に分類されるヘビ。
特定外来生物に指定されている。

## 分布
インドネシア、タイ、ベトナム、シンガポール、マレーシア、フィリピンなどの熱帯雨林やマングローブ林に生息。

## 形態
全長2-2.5 m。体色は黒地に黄色い横帯が多数入り、腹部も同じ黄色一色。奥歯に毒牙がある。

## 生態
爬虫類、鳥、齧歯類などを食す。夜行性でほぼ樹上生活をしている。攻撃的で弱い毒を持っている。卵生で、メスは交尾後45日程度で8 - 12個の卵を産む。

## 亜種
出典:
Boiga dendrophila dendrophila
基亜種。インドネシアのジャワ島に生息。
B. d. annectens
インドネシアのボルネオ島に生息。
B. d. divergens
フィリピンのルソン島に生息。
B. d. gemmicincta
インドネシアのスラウェシ島に生息。
B. d. latifasciata
フィリピンのミンダナオ島に生息。
B. d. levitoni
フィリピンのバナイ島とその周辺に生息。
B. d. melanota
スマトラ島、マレー半島、タイ、ベトナムなどに生息。
B. d. multicincta
フィリピンのパラワン島に生息。
B. d. occidentalis
インドネシアのスマトラ島西部とその周辺に生息。